# Propaganda (Sparks)
Propaganda è il quarto album in studio del gruppo rock statunitense Sparks, pubblicato nel 1974.

## Tracce
Side 1
1. Propaganda – 0:23
2. At Home, At Work, At Play – 3:06
3. Reinforcements – 3:55
4. B.C. – 2:13
5. Thanks But No Thanks – 4:14
6. Don't Leave Me Alone with Her – 3:02

Side 2
1. Never Turn Your Back on Mother Earth – 2:28
2. Something for the Girl with Everything – 2:17
3. Achoo – 3:34
4. Who Don't Like Kids – 3:37
5. Bon Voyage – 4:52